# Tigranella
Tigranella – rodzaj chrząszczy z rodziny kózkowatych i podrodziny zgrzypikowych. 

## Zasięg występowania
Przedstawiciele tego rodzaju występują na Madagaskarze.

## Systematyka
Do Tigranella należą 2 gatunki:
- Temnosceloides carnusi
- Temnosceloides drumonti